# نيكولاس تايلور
نيكولاس تايلور (بالإنجليزية: Nicholas Taylor)‏ هو سياسي كندي، ولد في 17 نوفمبر 1927 في كندا. حزبياً، نشط في الحزب الليبرالي الكندي. وقد انتخب عضو الجمعية التشريعية ألبرتا وانتخب عضو مجلس الشيوخ الكندي.